# Aleksandrów (powiat średzki)
Aleksandrów – osada w Polsce położona w województwie wielkopolskim, w powiecie średzkim, w gminie Nowe Miasto nad Wartą.
W latach 1975−1998 miejscowość należała administracyjnie do województwa poznańskiego.